# Heterocentrotus
Heterocentrotus is een geslacht van zee-egels uit de familie Echinometridae.

## Soorten
- Heterocentrotus mamillatus (Linnaeus, 1758)
- Heterocentrotus trigonarius (Lamarck, 1816)

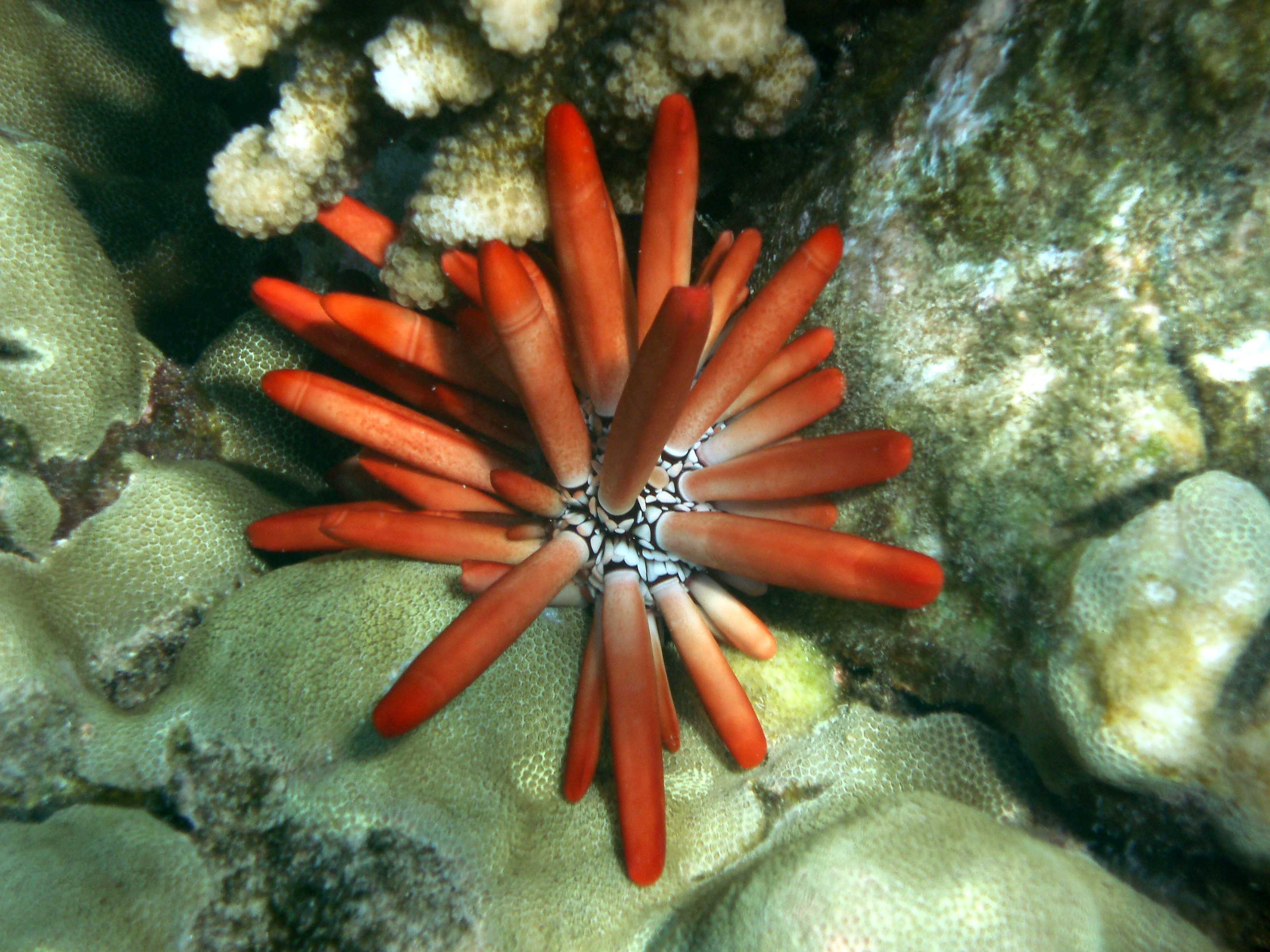
Heterocentrotus mamillatus met rode stekels
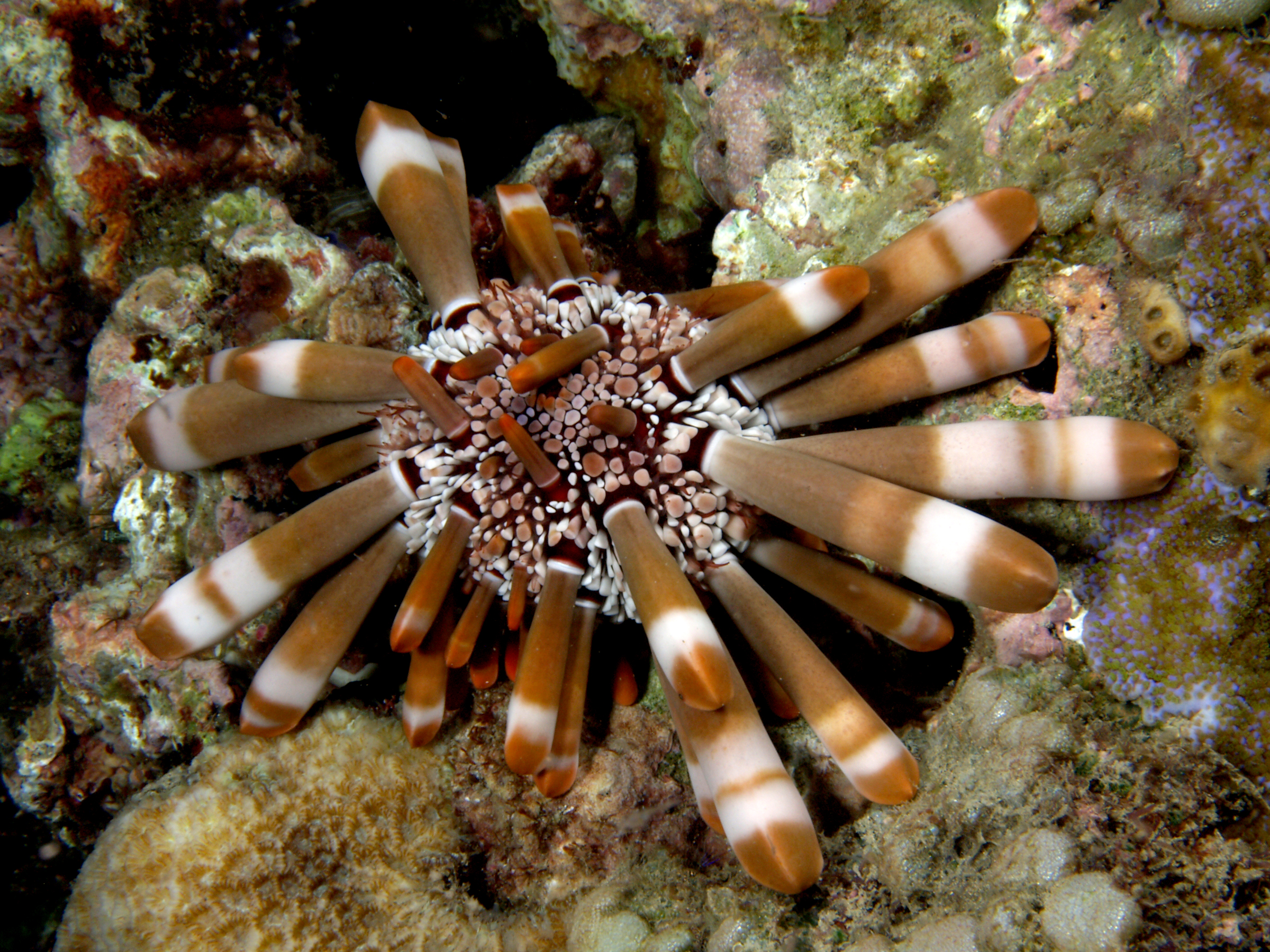
Heterocentrotus mamillatus met grijsbruine stekels
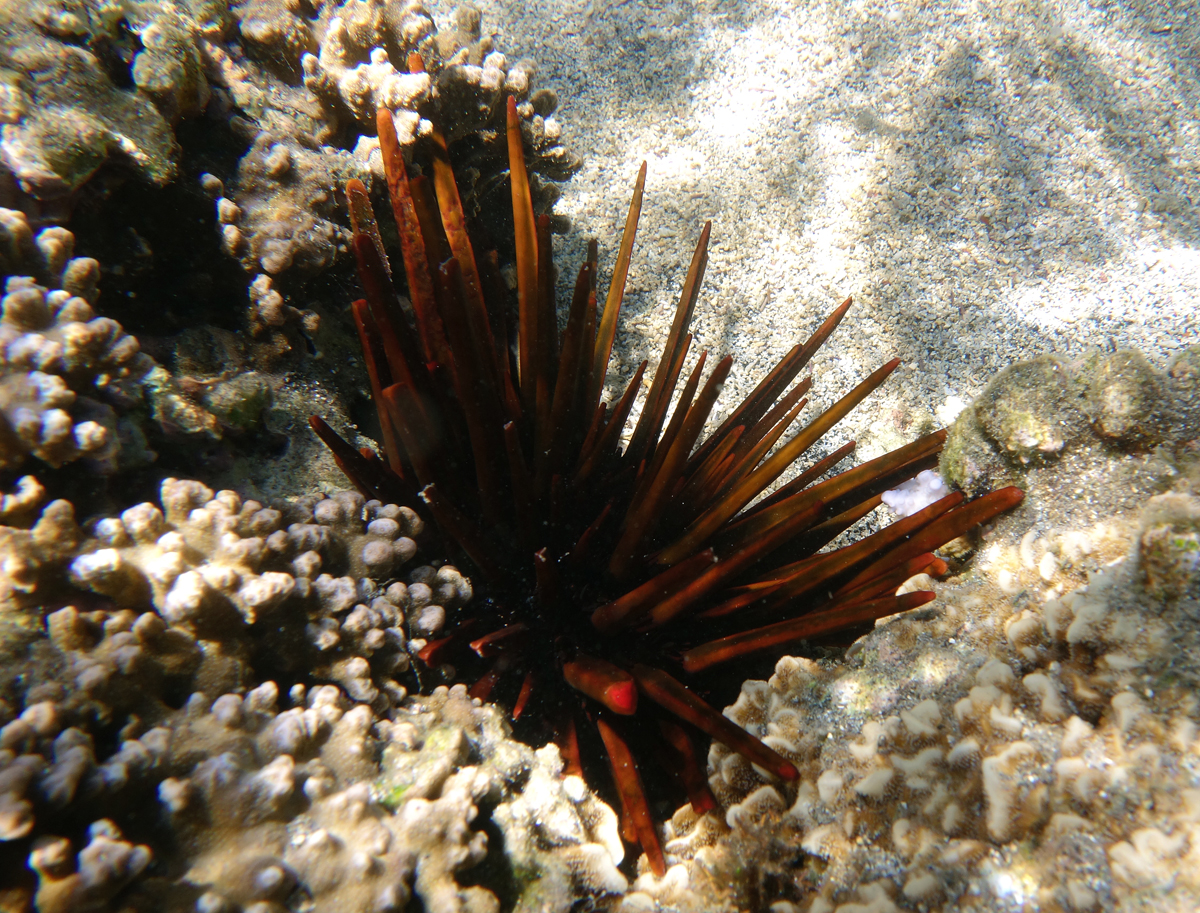
Heterocentrotus trigonarius